# Карпушин Сергій Васильович
Сергій Васильович Карпушин (рос. Сергей Васильевич Карпушин; нар. 23 вересня 1944, Москва, РРФСР — пом. 17 лютого 2000, Москва, Росія) — радянський та російський футболіст, воротар.

## Життєпис
Вихованець ДЮСШ «Спартак» (Москва). За свою кар'єру виступав у радянських командах «Спартак» (Москва), «Волга» (Калінін), «Знамя Труда» (Орєхово-Зуєво) , «Селенга» (Улан-Уде) та «Сатурн» Рибінськ.
За «Спартак» провів один матч 26 листопада 1963 року, замінивши на 85 хвилині Володимира Маслаченка у домашньому матчі чемпіонату СРСР із ташкентським «Пахтакором» (4:4).